# Pin Up Girl

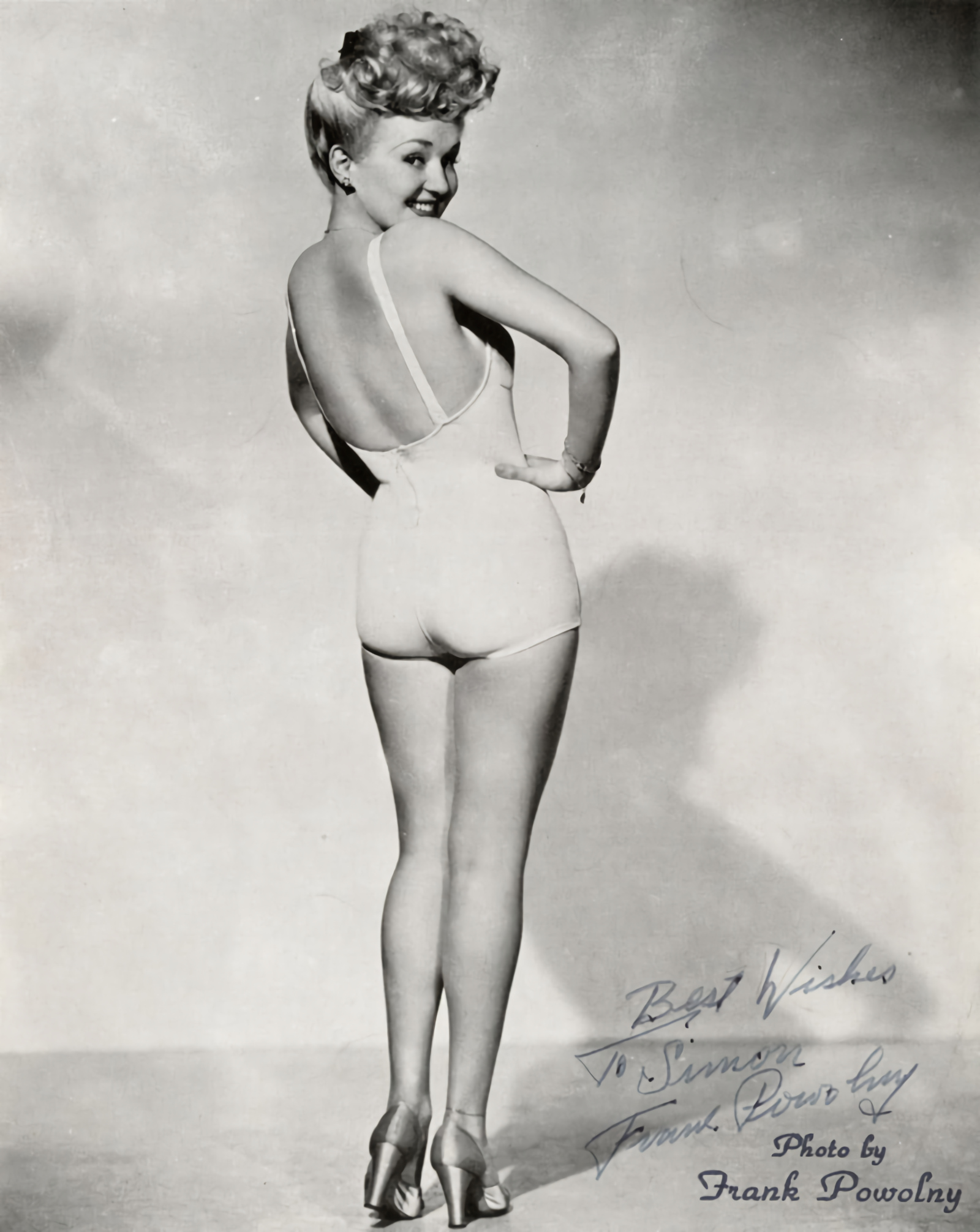

Pour plus de détails, voir Fiche technique et Distribution.
Pin Up Girl est un film musical américain en Technicolor réalisé par H. Bruce Humberstone, sorti en 1944

## Synopsis
Lorry Jones chante dans un petit cabaret de province et distribue ses photos dédicacées au militaires qui viennent la voir chanter et danser. L'un d'eux, Georges Davis ne se rend pas compte qu'elle distribue ses photos à tout le monde et se figure qu'il est devenu son fiancé. Lorry et Kay s'en vont à Washington mais décident de rester une soirée à New-York pour s'amuser. Elles utilisent un subterfuge pour entrer au club Chartreuse en faisant croire qu'elles attendent Tommy Dooley, un héros de la Marine. Quand Tommy Dooley arrive, on frise l'incident mais ce dernier est subjugué par le charme de Laura et devient amoureux. Après les spectacles Lorry et Kay s'en vont à Washington sans laisser ses coordonnées à Tommy. Le hasard fait que Tommy retrouve Lorry dans les bureaux de la marine à Washington vêtue en secrétaire avec des lunettes et faisant loucher ses yeux, il ne la reconnait pas, mais lui fait part de son chagrin d'amour d'avoir perdu Lorry. Cette dernière lui promet d'arranger le coup et lui donne rendez-vous pour le soir, ce dernier la fait ensuite engager dans un cabaret tenu par un ami et à la suite d'une série de quiproquos, elle se dévoile.

## Fiche technique
- Titre original : Pin Up Girl
- Titre français : Une belle fille
- Réalisateur : H. Bruce Humberstone
- Scénario : Robert Ellis, Helen Logan et Earl Baldwin d'après une histoire de Libbie Block
- Direction artistique : James Basevi et Joseph C. Wright
- Décors : Thomas Little
- Costumes : René Hubert et Sam Benson
- Directeur de la photographie : Ernest Palmer
- Montage : Robert L. Simpson
- Direction musicale : Charles Henderson et Emil Newman
- Musique : Arthur Lange et Cyril J. Mockridge (non crédités)
- Chorégraphie : Gae Foster (numéro : patin à roulettes), Alice Sullivan (numéro militaire) et Hermes Pan
- Production : William LeBaron
- Société de production et de distribution : Twentieth Century Fox
- Pays de production : États-Unis
- Langue : Anglais
- Format : couleur (Technicolor) - Son : Mono (Western Electric Recording)
- Durée : 84 min
- Genre : comédie musicale
- Dates de sortie : 
  - États-Unis : 25 avril 1944
  - États-Unis : 6 décembre 1946

## Distribution
- Betty Grable : Lorry Jones/Laura Lorraine
- John Harvey : Tommy Dooley
- Martha Raye : Molly McKay
- Joe E. Brown : Eddie Hall
- Eugene Pallette : Barney Briggs
- Dorothea Kent : Kay
- Dave Willock : Dud Miller
- Frank Condos : danseur de claquettes
- Harry Condos : danseur de claquettes
- Charlie Spivak : lui-même
- Robert Homans : le portier du théâtre